# خوزه آریباس
خوزه آریباس (انگلیسی: José Arribas؛ ۱۶ ژانویه ۱۹۲۱ – ۲۸ سپتامبر ۱۹۸۹) بازیکن فوتبال و مربی فوتبال اهل فرانسه بود.
از باشگاه‌هایی که در آن بازی کرده‌است می‌توان به باشگاه فوتبال لو مان اشاره کرد.